# Merodon apimimus
Merodon apimimus är en tvåvingeart som beskrevs av Hull 1944. Merodon apimimus ingår i släktet narcissblomflugor, och familjen blomflugor.
Artens utbredningsområde är Malawi. Inga underarter finns listade i Catalogue of Life.